# Lanistes neritoides
Lanistes neritoides es una especie de molusco gasterópodo de la familia Ampullaridae en el orden de los Mesogastropoda.

## Distribución geográfica
Es endémica de la República del Congo.